# Den sidste gæst
|  | Sammenskrivningsforslag Artiklen Den sidste gæst er foreslået føjet ind i Tove Ditlevsen. (Siden marts 2020) Diskutér forslaget |

Digtet "Den sidste gæst" er skrevet af Tove Ditlevsen i 1947.
| Sprog og litteratur | Spire Denne artikel om litteratur er en spire som bør udbygges. Du er velkommen til at hjælpe Wikipedia ved at udvide den. |